# آنه‌لیز میشل
آنه‌لیز میشل (انگلیسی: Anneliese Michel) (زاده ۲۱ سپتامبر ۱۹۵۲ – درگذشته ۱ ژوئیه ۱۹۷۶) دختری آلمانی بود، که پزشکان معتقدند به بیماری صرع لوب تمپورال دچار شده بود. خانواده وی از درمان‌های پزشکی سرباز زدند و به توصیه یک کشیش تحت نظر جن‌گیری کلیسای کاتولیک قرار دادند. او یک سال بعد به دلیل عدم مراقبت‌های پزشکی و کم‌آبی درگذشت. والدین وی در دادگاه به قتل غفلت‌کارانه محکوم شدند. کشیشان او را به تخت زنجیر کرده بودند و زمانی که درگذشت چشمانی به شدت کبود و دندان‌هایی شکسته داشت.

## اوایل زندگی
میشل، متولد ۲۱ سپتامبر ۱۹۵۲ در لایبلفینگ، آلمان غربی از خانواده‌ای کاتولیک مذهب بود. وی سه خواهر دیگر داشت. او عمیقاً مذهبی بود و ۲ بار در هفته به کلیسا می‌رفت. میشل هنگامی که ۱۶ سال داشت، دچار تشنج شد که صرع تشخیص داده شد. در سال ۱۹۷۳ وارد دانشگاه وورتسبورگ شد.

## جن‌گیری و مرگ
یکی از کشیشان به نام ارنست آلت پس از دیدن آنه‌لیز میشل، اعلام کرد که او مثل یک بیمار مبتلا به صرع به نظر نمی‌آید و گویا توسط شیطانی تسخیر شده‌است. کشیش از اسقف محلی اجازه جن‌گیری کرد که موافقت شد. میشل در طی نامه‌ای در سال ۱۹۷۵ از ارنست آلت درخواست دعا برای بهبودی بیماری‌اش کرده بود. خانواده میشل نیز درمان‌های پزشکی را متوقف کرده و تنها به جن‌گیری تکیه کردند. در نهایت میشل در تاریخ ۱ ژوئیه ۱۹۷۶ درگذشت. کالبدگشایی علت مرگ وی را سوء تغذیه، دهیدراسیون (کم‌آبی) اعلام کرد. میشل همچنین در زمان مرگ از شکستگی زانو و بیماری سینه پهلو نیز رنج می‌برد. او به دلیل مراسم جن‌گیری، یکسال را به‌طور نیمه گرسنه گذرانده بود و وزنش به ۳۰ کیلوگرم رسیده بود.

## تعقیب قانونی
در سال ۱۹۷۶، دادستانی دستور دستگیری پدر و مادر آنه‌لیز میشل و همچنین کشیشان ارنست آلت و آرنولد رنز را به دلیل قتل از روی بی‌احتیاطی و غفلت داد. در جریان پرونده، نبش قبر صورت گرفت و نوارهای ضبط شده‌ای کشف شد که نشان می‌داد، شرایط سخت جن‌گیری ۱۱ ماه طول کشیده که در نهایت این شرایط باعث مرگ آنه‌لیز شده‌است.

## اقتباس
۳ فیلم با اقتباس از زندگی آنه‌لیز میشل با نام‌های جن‌گیری امیلی رز، مرثیه، آنه‌لیز نوار جن‌گیری ساخته شده‌است.
در سال ۲۰۱۳ در خانهٔ قدیمی محل زندگی آنه‌لیز میشل آتش‌سوزی رخ داد؛ که پلیس آن را یک آتش‌سوزی معمولی دانست اما مردم محلی آتش‌سوزی را به آنه‌لیز میشل ربط داده‌اند.